# Viagem à Roda do Meu Quarto
Viagem à Roda do Meu Quarto (em francês Voyage autour de ma chambre) é um livro escrito por Xavier de Maistre (1763 - 1852), considerado "uma das obras centrais para a formação do romance moderno". Influenciou o jeito de Machado de Assis escrever.